# Klaus Röder
Klaus Röder, född 7 april 1948 i Stuttgart i Tyskland, tysk musiker och medlem av gruppen Kraftwerk 1974–1975.